# سیکلوپنتادینیل‌تالیوم
سیکلوپنتادینیل‌تالیوم (به انگلیسی: Cyclopentadienylthallium) یک ترکیب شیمیایی است. شکل ظاهری این ترکیب، جامد زرد روشن است.